# Максимівка (селище, Нікопольський район)
Макси́мівка — селище в Україні, у Нікопольському районі Дніпропетровської області. Входить до складу Марганецької міської громади. Населення становить 644 осіб.

## Географія
Селище Максимівка знаходиться на правому березі Миколаївського водосховища (річка Томаківка), вище за течією на відстані 4,5 км розташоване село Весела Федорівка, нижче за течією на відстані 1,5 км розташоване місто Марганець. Поруч проходить автомобільна дорога Т 0435.

## Населення
За переписом населення України 2001 року в селищі мешкали 644 особи.